# European Nations Cup Eerste Divisie 2008/10
De European Nations Cup Eerste Divisie 2008/10 is het 7e seizoen van de Eerste Divisie van de Europe Nations Cup, het hoogste niveau in de ENC.
De Eerste Divisie bestaat uit 6 landen die een volledige competitie spelen verspreid over twee jaar.
Na een halve competitie worden de standen opgemaakt om een Europees kampioen uit te roepen.
Na de tweede helft worden de standen van de afgelopen halve competitie gebruikt om de kampioen te bepalen en de stand van de volledige competitie voor de degradatieregeling.
Het laatst geplaatste land degradeert uit de hoogste groep en wordt geplaatst in de nieuw te vormen Divisie 1B.
Vanaf 2009 wordt er elk jaar een kampioen gekozen, in plaats van aan het einde van de volledige competitie.

## WK 2011 kwalificatie
De ENC 2008/10 speelt ook een rol voor de kwalificatie voor het Wereldkampioenschap rugby 2011. De eerste twee landen aan het einde van de volledige competitie plaatsen zich rechtstreeks voor het WK. De nummer drie speelt in de play-offs samen met de kampioen van Divisie 2 en de kampioenen van de Derde Divisie, met uitzondering van de kampioen van 3D, om een plaats in de play-off tegen een Afrikaans team om de laatste plaats op het WK.

## Puntensysteem
Teams kunnen als volgt punten verdienen:
- 3 punten voor een overwinning
- 2 punten voor een gelijkspel
- 1 punt voor een verloren wedstrijd
- 0 punten voor terugtrekking van een wedstrijd

## Seizoen 2008-09

#### Eindstand
| #  | Team      | GW | Win | Gel | Ver | Pnt | Voor | Tegen | Saldo |
| -- | --------- | -- | --- | --- | --- | --- | ---- | ----- | ----- |
| 1. | Georgië   | 5  | 4   | 1   | 0   | 14  | 170  | 80    | 90    |
| 2. | Rusland   | 5  | 4   | 0   | 1   | 13  | 162  | 77    | 85    |
| 3. | Portugal  | 5  | 3   | 1   | 1   | 12  | 124  | 84    | 40    |
| 4. | Roemenië  | 5  | 2   | 0   | 3   | 9   | 104  | 88    | 16    |
| 5. | Spanje    | 5  | 1   | 0   | 4   | 7   | 77   | 151   | -74   |
| 6. | Duitsland | 5  | 0   | 0   | 5   | 5   | 22   | 179   | -157  |

#### Legenda
| Kleur | Kwalificatie voor      |
| ----- | ---------------------- |
|       | Europees kampioen 2009 |

#### Wedstrijden
| 8 november 2008 | Rusland | 42 – 15 | Spanje | Spèarta Stadium, Moskou |
| 8 november 2008 | verslag |         |        | Spèarta Stadium, Moskou |

| 15 november 2008 | Spanje  | 22 – 11 | Duitsland | Univ.Complutense, Madrid |
| 15 november 2008 | verslag |         |           | Univ.Complutense, Madrid |

| 7 februari 2009 | Duitsland | 5 – 38 | Georgië | Fritz Grunebaum, Heidelberg |
| 7 februari 2009 | verslag   |        |         | Fritz Grunebaum, Heidelberg |

| 7 februari 2009 | Spanje  | 10 – 19 | Roemenië | Univ.Complutense Madrid |
| 7 februari 2009 | verslag |         |          | Univ.Complutense Madrid |

| 7 februari 2009 | Portugal | 14 – 18 | Rusland | Estádio Universitário, Lissabon |
| 7 februari 2009 | verslag  |         |         | Estádio Universitário, Lissabon |

| 14 februari 2009 | Georgië | 20 – 20 | Portugal | Boris Paichadze Stadium, Tbilisi |
| 14 februari 2009 | verslag |         |          | Boris Paichadze Stadium, Tbilisi |

| 14 februari 2009 | Duitsland | 0 – 22 | Roemenië | Fritz Grunebaum, Heidelberg |
| 14 februari 2009 | verslag   |        |          | Fritz Grunebaum, Heidelberg |

| 21 februari 2009 | Portugal | 44 – 6 | Duitsland | Estádio Universitário, Lissabon |
| 21 februari 2009 | verslag  |        |           | Estádio Universitário, Lissabon |

| 28 februari 2009 | Spanje  | 11 – 55 | Georgië | Univ.Complutense Madrid |
| 28 februari 2009 | verslag |         |         | Univ.Complutense Madrid |

| 28 februari 2009 | Roemenië | 19 – 28 | Rusland | Arcul de Triumf Stadium, Boekarest |
| 28 februari 2009 | verslag  |         |         | Arcul de Triumf Stadium, Boekarest |

| 14 maart 2009 | Georgië | 28 – 23 | Roemenië | Boris Paichadze Stadium, Tbilisi |
| 14 maart 2009 | verslag |         |          | Boris Paichadze Stadium, Tbilisi |

| 15 maart 2009 | Portugal | 24 – 19 | Spanje | Estádio Universitário, Lissabon |
| 15 maart 2009 | verslag  |         |        | Estádio Universitário, Lissabon |

| 21 maart 2009 | Rusland | 21 – 29 | Georgië | Illichivets Stadium, Mariupol |
| 21 maart 2009 | verslag |         |         | Illichivets Stadium, Mariupol |

| 21 maart 2009 | Roemenië | 21 – 22 | Portugal | Arcul de Triumf Stadium, Boekarest |
| 21 maart 2009 | verslag  |         |          | Arcul de Triumf Stadium, Boekarest |

| 2 mei 2009 | Duitsland | 0 – 53 | Rusland | Rudolf-Kalweit-Stadion, Hannover |
| 2 mei 2009 | verslag   |        |         | Rudolf-Kalweit-Stadion, Hannover |

## Seizoen 2010

#### Eindstand
| #  | Team      | GW | Win | Gel | Ver | Pnt | Voor | Tegen | Saldo |
| -- | --------- | -- | --- | --- | --- | --- | ---- | ----- | ----- |
| 1. | Roemenië  | 5  | 4   | 1   | 0   | 14  | 178  | 48    | 130   |
| 2. | Georgië   | 5  | 4   | 0   | 1   | 13  | 158  | 50    | 108   |
| 3. | Rusland   | 5  | 3   | 1   | 1   | 12  | 127  | 100   | 27    |
| 4. | Portugal  | 5  | 2   | 0   | 3   | 9   | 131  | 65    | 66    |
| 5. | Spanje    | 5  | 1   | 0   | 4   | 7   | 74   | 153   | -79   |
| 6. | Duitsland | 5  | 0   | 0   | 5   | 5   | 36   | 288   | -252  |

#### Legenda
| Kleur | Kwalificatie voor      |
| ----- | ---------------------- |
|       | Europees kampioen 2010 |

#### Wedstrijden
| 6 februari 2010 | Rusland | 14 – 10 | Portugal | Central Stadium, Sotsji |
| 6 februari 2010 | verslag |         |          | Central Stadium, Sotsji |

| 6 februari 2010 | Georgië | 77 – 3 | Duitsland | Boris Paichadze Stadium, Tbilisi |
| 6 februari 2010 | verslag |        |           | Boris Paichadze Stadium, Tbilisi |

| 6 februari 2010 | Roemenië | v | Spanje | Arcul de Triumf Stadium, Boekarest |
| 6 februari 2010 |          |   |        | Arcul de Triumf Stadium, Boekarest |

| 13 februari 2010 | Spanje  | 20 – 38 | Rusland | Univ.Complutense Madrid |
| 13 februari 2010 | verslag |         |         | Univ.Complutense Madrid |

| 13 februari 2010 | Portugal | 10 – 16 | Georgië | Estádio Universitário, Lissabon |
| 13 februari 2010 | verslag  |         |         | Estádio Universitário, Lissabon |

| 13 februari 2010 | Roemenië | 67 – 5 | Duitsland | Constructorul Cleopatra, Constanța |
| 13 februari 2010 | verslag  |        |           | Constructorul Cleopatra, Constanța |

| 27 februari 2010 | Rusland | 21 – 21 | Roemenië | Central Stadium, Sotsji |
| 27 februari 2010 | verslag |         |          | Central Stadium, Sotsji |

| 27 februari 2010 | Duitsland | 0 – 69 | Portugal | K-u-S Martinsee, Heusenstamm |
| 27 februari 2010 | verslag   |        |          | K-u-S Martinsee, Heusenstamm |

| 27 februari 2010 | Georgië | 17 – 9 | Spanje | Boris Paichadze Stadium, Tbilisi |
| 27 februari 2010 | verslag |        |        | Boris Paichadze Stadium, Tbilisi |

| 13 maart 2010 | Roemenië | 22 – 10 | Georgië | Arcul de Triumf Stadium, Boekarest |
| 13 maart 2010 | verslag  |         |         | Arcul de Triumf Stadium, Boekarest |

| 13 maart 2010 | Spanje  | 15 – 33 | Portugal | Univ.Complutense, Madrid |
| 13 maart 2010 | verslag |         |          | Univ.Complutense, Madrid |

| 13 maart 2010 | Rusland | 48 – 11 | Duitsland | Central Stadium, Sotsji |
| 13 maart 2010 | verslag |         |           | Central Stadium, Sotsji |

| 20 maart 2010 | Duitsland | 17 – 27 | Spanje | Fritz Grunebaum, Heidelberg |
| 20 maart 2010 | verslag   |         |        | Fritz Grunebaum, Heidelberg |

| 20 maart 2010 | Georgië | 38 – 6 | Rusland | Akçaabat Fatih, Trabzon |
| 20 maart 2010 | verslag |        |         | Akçaabat Fatih, Trabzon |

| 20 maart 2010 | Portugal | 9 – 20 | Roemenië | Estádio Universitário, Lissabon |
| 20 maart 2010 | verslag  |        |          | Estádio Universitário, Lissabon |

| 27 maart 2010 | Roemenië | 48 – 3 | Spanje | Arcul de Triumf Stadium, Boekarest |
| 27 maart 2010 | verslag  |        |        | Arcul de Triumf Stadium, Boekarest |

### Gecombineerde stand (2010–2012)

#### Eindstand
| #  | Team      | GW | Win | Gel | Ver | Pnt | Voor | Tegen | Saldo |
| -- | --------- | -- | --- | --- | --- | --- | ---- | ----- | ----- |
| 1. | Georgië   | 10 | 8   | 1   | 1   | 27  | 328  | 130   | 198   |
| 2. | Rusland   | 10 | 7   | 1   | 2   | 25  | 289  | 177   | 112   |
| 3. | Roemenië  | 10 | 6   | 1   | 3   | 23  | 282  | 136   | 146   |
| 4. | Portugal  | 10 | 5   | 1   | 4   | 21  | 255  | 149   | 106   |
| 5. | Spanje    | 10 | 2   | 0   | 8   | 14  | 151  | 304   | -153  |
| 6. | Duitsland | 10 | 0   | 0   | 10  | 10  | 58   | 467   | -409  |

#### Legenda
| Kleur | Kwalificatie voor               |
| ----- | ------------------------------- |
|       | Wereldkampioenschap rugby 2011  |
|       | Play-offs voor plaats op het WK |
|       | Degradatie naar Divisie 1B      |